# Niels Nielsen (matematiker)
 Der er flere personer med dette navn, se Niels Nielsen.
Niels Nielsen (2. december 1865 i Ørslev på Fyn – 16. september 1931 i København) var en dansk matematiker, som fra 1909 var professor ved Københavns Universitet. Niels Nielsen blev flittigt refereret af George Neville Watson i klassikeren A treatise on the theory of Bessel functions (1922) bl.a. med værket Handbuch der Theorie der Cylinderfunktionen.
1910-17 var Nielsen formand for Matematisk Forening. Han var medlem af Videnskabernes Selskab fra 1914 og Ridder af Dannebrog.